# Макув (Малопольське воєводство)
Макув (пол. Maków) — село в Польщі, у гміні Ґолча Меховського повіту Малопольського воєводства.
Населення — 395 осіб (2011).
У 1975-1998 роках село належало до Краківського воєводства.

## Демографія
Демографічна структура станом на 31 березня 2011 року:
|          | Загалом | Допрацездатний вік | Працездатний вік | Постпрацездатний вік |
| -------- | ------- | ------------------ | ---------------- | -------------------- |
| Чоловіки | 183     | 22                 | 138              | 23                   |
| Жінки    | 212     | 46                 | 117              | 49                   |
| Разом    | 395     | 68                 | 255              | 72                   |